# Еренфрид II
Еренфрид II (на немски: Erenfried; † ок. 970) е рейнски благородник от фамилията на Ецоните. Той е граф на Рейн в Цюлпихгау (942), Бонгау (945), Рургау или Келдахгау (950) и в Мюлгау (966). Освен това той има и графството Юи в Белгия на Среден Маас и е фогт на манастира Стабло (943 – 956). Многото негови графства в Херцогство Долна Лотарингия го правят конкурент на владетеля.

## Произход
Той е син на Еберхард I († 937), граф в Келдахгау и Цюлпихгау.

## Фамилия
Еренфрид II e женен за Рихвара († пр. 10 юли 963), която умира преди 963 г. Техните деца са:
- Херман Пузил († 996), пфалцграф в Долна Лотарингия 985/989 г.; ∞ Хайлвиг от фамилията на Свети Улрих, епископ на Аугсбург
- Еренфрид († сл. 999), абат на Горц, абат на Синт Тройден (994/999)